# Benoît Assou-Ekotto
Benoît Pierre David Assou-Ekotto (født 24. marts 1984) er en fransk-camerounsk fodboldspiller, der til dagligt spiller for franske Metz. Han har også spillet for det camerounske landshold
Assou-Ekotto er venstrefodet, hvilket er grunden til at han spillet som venstre forsvarsspiller, men bliver sommetider brugt som venstre midtbanespiller.